# Raising Cane's River Center Arena
Raising Cane's River Center Arena, tidigare Riverside Centroplex Arena och Baton Rouge River Center Arena, är en inomhusarena inne i multianläggningen Raising Cane's River Center i Baton Rouge, Louisiana i USA. Den har en publikkapacitet på 8 900 åskådare. Inomhusarenan invigdes den 10 november 1977. Den användes som hemmaarena för bland annat Baton Rouge Kingfish (ECHL; 1996–2003).